# 小女子十二楽坊
小女子十二楽坊（しょうじょしじゅうにがくぼう、英: Junior 12 Girls Band、略：J12（ジェイ・トゥエルヴ））は、
中国の音楽グループ。中国の古楽器演奏を得意とする。女子十二楽坊のプロデューサーの王暁京によって見出された12人の少女たちで構成される。

## 沿革
2004年6月、女子十二楽坊のプロデューサー王暁京は、同年9月に女子十二楽坊の「予備軍」を15歳以下から募集し、「小十二楽坊」を立ち上げる計画を発表した。EMIアジア地区総裁の鄭東漢は、「この民族音楽グループを、映画やテレビ、広告、演奏などあらゆる方向への発展の成功例とすることが目的」と話している。
2005年12月、着うた(R)を発売。
2006年2月、デビューに先立ち、プロモーションのため来日。2月11日、Apple 銀座（東京都中央区）で「ニイハオ！ ライヴ」を開催。
2006年3月5日、長野市オリンピック記念アリーナで行われたスペシャルオリンピックスの閉会式で演奏。
2006年3月8日、小女子十二楽坊としてCDデビュー。この直前に北京で取材を受けたリーダーのワン・スーイーは
と話した。
2006年3月18日、『みゅーじん/音遊人』にVTR出演。
2007年10月9日、北京で開催された第14回ITS世界会議で演奏。

### ディスコグラフィー
『J12小女子十二楽坊』（ユニバーサル ミュージック (e)、TOCP-67905）※デビューアルバム
- 収録曲
  - セサミ・ストリート・ソング・メドレー
  - ハッピーサマーウェディング（モーニング娘。）
  - イッツ・ア・スモール・ワールド（ディズニー）
  - 歌声と微笑み（中国の子供の歌）
  - 青春アミーゴ
  - ドレミの歌
  - アニメ・ソング・メドレー
  - ピクニック
  - となりのトトロ
  - レッツ・ロウ（中国の子供の歌）
  - サヨナラのかわりに（テレ東『おはスタ』挿入歌）
  - さくら（森山直太朗）

### フィルモグラフィー
『J12小女子十二楽坊』（ユニバーサル ミュージック (e)、TOCP-67906）※デビューアルバムの特典DVD付きスペシャル・パッケージ
- コンテンツ
  - ハッピーサマーウェディング
  - 歌声と微笑み
  - 青春アミーゴ
  - メンバー紹介インタビュー（12名）

## メンバー
メンバーらは幼少の頃から中国古典楽器を学び、2006年1月現在、音楽大学系列の中学校に在籍。平均年齢14歳。
身長は全員168cm以上の美少女。
- 中国琵琶

孫瑩（孙莹）, 拼音: Sūn Yíng, スン・イン
7歳より琵琶を習う。中央音楽学院付属中学在学中
王思懿, 拼音: Wáng Sīyì, ワン・スーイー
5歳より琵琶を習う。中央音楽学院付属中学在学中
喬鶴（乔鹤）,拼音: Qiáo Hè, チアオ・フー
4歳より琵琶を習う。中央音楽学院付属中学在学中
馬宇卉（马宇卉）, 拼音: Mǎ Yǔhuì, マー・ユーフイ
5歳より琵琶を習う。中国音楽学院付属中学在学中
- 中国横笛

孫瀟夢（孙潇梦）, 拼音: Sūn Xiāo Mèng, スン・シアオモン
青島出身。9歳より笛を習う。中央戯劇学院付属中学在学中
陳雪姣（陈雪姣）, 拼音: Cchén Xuě Jiāo, チェン・シュエチアオ
8歳から竹笛を習う。中国音楽学院付属中学在学中
- 揚琴

仲再再, 拼音: Zhòng Zài Zài, チョン・ツァイツァイ
7歳より揚琴を習う。中国音楽学院付属中学在学中
- 古筝

丁雪儿, 拼音: Dīng Xuě ér, ティン・シュエアル
5歳より古箏を習う。中央音楽学院付属中学在学中
- 二胡

賁立徳（贲立德）, 拼音: Bì Lì Dé, ピー・リーダ
4歳より二胡を習う。上海音楽学院付属中学校在学中
胡煥(胡焕), 拼音: Hú Huàn, フー・フアン
7歳より二胡を習う。中央音楽学院付属中学在学中
王琳, 拼音: Wáng Lín, ワン・リン
5歳より二胡を習う。中央音楽学院在学中
秦子婧, 拼音: Qín Zǐ Jìng, チン・ツーチン
4歳より二胡を習う。中国音楽学院付属中学在学中
（特に断らない限り出典:）

## その他
メンバーのスン・シアオモンは2014年、中国音楽学院大学院修士課程修了（張維良に師事）。2017年、東京芸術大学大学院修士課程修了。中国音楽学院笛研究センター特別研究員、横浜中華芸術学校講師、華夏中国笛子教室主催者を歴任。
2019年1月12日、六町ミュージアム・フローラ（東京都足立区）で開催された「中国古代音楽と雅楽の邂逅」で演奏。
2019年7月7日、ホテルニューオータニ（東京都千代田区）で開催された「第1回日中伝統衣裳～伝承～　漢服・きものショー」で演奏。